# Bluttat (Band)
Bluttat ist eine 1981 gegründete Punkband aus Mülheim an der Ruhr, die ebenso wie Die Lokalmatadore aus der Band Pissrinne hervorging.

## Geschichte
1981 wurde die Band von Jörg, Ralph und Hans-Uwe gegründet. Im Rahmen einer Fabrikbesetzung wurden sie auf Anja Mülders aufmerksam und engagierten sie als Sängerin. Noch im selben Jahr wurde eines ihrer Lieder auf dem H’Artcore-Sampler veröffentlicht. 1982 erschien das erste Album der Band, Liberté. Mit diesem zählten sie zu den Mitbegründern der deutschen Anarcho-Punk-Szene. Zwei Jahre später folgte das Album Nkululeko. Nach dem Album Cash, Invoice or Credit Card löste sich die Gruppe 1986 auf. Die Mitglieder spielten fortan in diversen anderen Bands: Sängerin Mülders bei PayBack, Bassist Hans-Uwe bei Kluesen und The Prangles und Gitarrist Jörg bei Melon Xpress, Stahlhamster und Antiplug. 1998 gaben Bluttat nochmals zwei Konzerte. 2009 traten sie auf dem Ruhrpott Rodeo in Hünxe auf. Auch in den 2010er-Jahren spielte die Band gelegentlich einzelne Konzerte. Im November 2017 tourten Bluttat durch Kolumbien und gaben mehrere Konzerte.

## Diskografie

### Alben
- 1982: Liberté (Vinyl-Album)
- 1984: Nkululeko (Vinyl-Album)
- 1986: Cash, Invoice or Credit Card (Vinyl-Album)
- 1995: Freiheit! (CD-Album)
- 1998: Cash, Invoice or Credit Card and More (CD-Album)
- 2005: Liberté (Vinyl-Album, Wiederveröffentlichung)
- 2005: Nkululeko (Vinyl-Album, Wiederveröffentlichung)
- 2012: Cash, Invoice or Credit Card (Vinyl-Album, Wiederveröffentlichung)
- 2013: Raw and Pure (Vinyl-Album)

### Sampler
- 1981: H’Artcore (Vinyl-Album)
- 1982: Ultra Hardcore Power (Vinyl-Album)
- 1985: A Message From Camp Sunshine (Compilation, UK) (Tape)
- 1992: H'Artcore (Re-Release) (CD-Album)
- 1995: Hot Flesh Inside (OX Compilation)(CD-Album)
- 1995: Fun & Glory (Teenage Rebel Records Compilation) (CD-Album)
- 1996: Network of Friends (Compilation, Portugal) (CD-Album)
- 1998: Fun & Glory Volume 2 (Teenage Rebel Records Compilation) (CD-Album)
- 1999: H'Artcore (Re-Release) (Vinyl-Album)
- 2002: Fun & Glory Volume 3 (Teenage Rebel Records Compilation) (CD-Album)
- 2004: Punk Rock BRD Volume 2 (weird system Compilation) (CD-Album)
- 2006: Kalte Sterne (weird system Compilation) (CD-Album)
- 2007: Network of Friends (Re-Release Compilation, Germany) (Vinyl-Doppelalbum und CD-Album)

### Film
- 1989: Die Wände kapier´n (Bluttat im Dokumentarfilm von Gerd Meißner)